# Hannah Montana Forever
Hannah Montana Forever is het vierde en laatste seizoen van de televisieserie Hannah Montana. Het laatste seizoen begint in Nederland en België op 1 januari 2011 op Disney Channel. In Amerika is het seizoen juli 2010 al gestart. De productie van dit seizoen begon op 18 januari 2010 en is geëindigd op 14 mei 2010. Dit seizoen is het enige seizoen dat gefilmd is in high definition. Ook in dit seizoen is Mitchel Musso's personage Oliver Oken geen hoofdpersonage meer.

## Productie

### Openingsscène
Voor seizoen vier werden de openingstitels van seizoen drie gebruikt in combinatie met enkele kleine herzieningen. De namen (met uitzondering van Mitchel Musso als zijn karakter is uitgegroeid tot een terugkerend karakter) lijken op een rollende regel te zien, zoals je bij een theater ziet, maar dan alleen met een ander lettertype. De volgorde verandert vervolgens naar wide-screen afleveringclipjes, waarin alleen afleveringclips van seizoen 4 zijn opgenomen. Dezelfde versie van het nummer "The Best of Both Worlds" van seizoen 3 werd gebruikt, maar een groen afgeschermde concertante versie werd gebruikt met podium van seizoen 3 voor de concertscènes. Een nieuwe versie van de overstap van Miley naar Hannah is te zien in het midden van de theme song, als Miley een knuffel van haar vader krijgt. Aan het einde zijn de versies van de 'shh' en Miley's lach één clip in plaats van twee.

### Acteurs
In seizoen 4 zal Mitchel Musso niet een deel van de belangrijkste bezetting zijn, hij zal in plaats daarvan verschijnen in een terugkerende rol. Op 3 maart 2010 werden enkele gastrollen geïdentificeerd. Zij omvatten Ray Liotta, Angus T. Jones, Sheryl Crow en Christine Taylor. Een ander rol die is ingevoerd is een vriendin voor Jackson, worden gespeeld door Tammin Sursok.

## Muziek
"Are You Ready (Superstar)", "Ordinary Girl", "I'm Still Good", "Que Sera" en "Gonna Get This" worden gebruikt om het vierde seizoen van Hannah Montana te promoten. De soundtrack, Hannah Montana Forever, werd uitgebracht op 19 oktober 2010 in Amerika.

## Afleveringen
- Dit seizoen is gefilmd vanaf 18 januari 2010 tot 14 mei 2010.
- Miley Cyrus komt voor in alle afleveringen.
- Emily Osment, Billy Ray Cyrus, en Jason Earles waren afwezig voor één aflevering.
- Moises Arias was afwezig voor vier afleveringen.
- Tammin Sursok is vijf afleveringen te zien als Sienna.
- Mitchel Musso is twee keer teruggekomen voor zijn rol als Oliver Oken.
- Cody Linley, Dolly Parton, en Vicki Lawrence zijn één keer teruggekomen voor hun rol als Jake, Tante Dolly en Mamaw.
- Drew Roy kwam drie keer terug voor zijn rol als Jesse.
- Anna Maria Perez de Tagle en Shanica Knowles keren terug voor de seizoensfinale als Amber Addison en Ashley Dewitt.

| Nr. | Titel                                              | Regisseur                                  | Schrijver(s)                          | Uitzenddatum /            | Uitzenddatum      |  |
| --- | -------------------------------------------------- | ------------------------------------------ | ------------------------------------- | ------------------------- | ----------------- |  |
| 1 (86) | Sweet Home Hannah Montana                          | Bob Koherr                                 | Michael Poryes & Steven Peterman      | 1 januari 2011            | 11 juli 2010      |  |
| De Stewarts verhuizen naar hun nieuwe thuis, als Miley en Lilly beseffen dat Robby Miley's oude slaapkamer meubels heeft verplaatst, met inbegrip van witte stapelbedden, roze muren, roze beddengoed, poppen, een opgezette eenhoorn en Rainbow Piggy, gaan ze heel wat dingen veranderen. Ondertussen moet Jackson slijmen bij zijn onaangename buurman TJ, om dicht bij Siena te komen. Gastrollen: Morgan York als Sarah, Angus T. Jones als TJ, Tammin Sursok als Sienna, Hayley Chase als Joannie |                                                    |                                            |                                       |                           |                   |  |
| 2 (87) | Hannah Montana to the Principal's Office           | Bob Koherr                                 | Steven James Meyer                    | 1 januari 2011            | 18 juli 2010      |  |
| Toen Miley niet op tijd werd ingeschreven op school, maakt Principal Luger een uitzondering om Hannah daar op school te krijgen en dat zorgt voor problemen. Echter, Miley beseft dat het hebben van Hannah op school meer problemen veroorzaakt. Ondertussen krijgt Jackson het paranoïde als Siena hem mee uit vraagt. Gastrollen: Hayley Chase als Joannie, Morgan York als Sarah, Tammin Sursok als Sienna, Erin Matthews als Karen Kunkle Speciale gasten: Ray Liotta als directeur |                                                    |                                            |                                       |                           |                   |  |
| 3 (88) | California Screamin!                               | Bob Koherr                                 | Jay J. Demopoulos                     | 11 januari 2011           | 25 juli 2010      |  |
| Miley voelt zich schuldig dat Robby geen vriendin heeft, omdat hij zich bezighoudt met Hannah, dus ze zet hem op een blind date met haar schoolverpleegkundige Lori. Ondertussen is Jackson zich zorgen aan het maken over zijn eerste kus met Siena, omdat Rico zei dat dat de enige reden is dat ze het niet heeft uitgemaakt. Gastrollen: Angel Parker als Sharon, Tammin Sursok als Sienna Speciale gasten: Christine Taylor als Lori |                                                    |                                            |                                       |                           |                   |  |
| 4 (89) | De-Do-Do-Do, Da-Don't-Don't, Don't, Tell My Secret | Adam Weissman                              | Andrew Green                          | 18 januari 2011           | 1 augustus 2010   |  |
| Miley is bijna gesnapt als Hannah Montana en Siena heeft haar toen gespot, er wordt zelfs gezegd dat Jackson met een ander meisje gezien was, daarna smeekt Jackson aan Miley om Siena het geheim te vertellen. Als Siena Miley bijna twee keer als Hannah heeft gezien stemt ze mee om het te vertellen aan Sienna, maar kan het toch niet. Maar nadat Siena denkt dat Jackson vreemd is gegaan met Hannah Montana, gaat Miley eindelijk de waarheid vertellen. Ondertussen gaat Robby vissen met Rico om hem te leren hoe je moet ontspannen. Gastrollen: Tammin Surok als Sienna |                                                    |                                            |                                       |                           |                   |  |
| 5 (90) | It's the End of the Jake As We Know It             | Shannon Flynn                              | Maria Brown-Gallenberg                | 25 januari 2011           | 8 augustus 2010   |  |
| Als Oliver op bezoek komt, brengt hij een geheim mee over Jake: hij heeft Miley bedrogen. Nadat Jake is gekomen proberen Lilly en Oliver het geheim te verbergen van Miley, zodat ze zich kunnen richten op hun vakantie. Ze komt er pas achter toen een kind hoorde dat Lilly en Oliver over Jake praatten. De jongen praat er dan over wanneer Miley in de buurt is, waardoor Oliver haar wel de foto van het andere meisje en Jake moet laten zien. Na een intens gesprek met Jake, maakt Miley het uit. Ondertussen mist Jackson Sienna sinds ze naar het buitenland vertrokken is. Hij slaagt erin geld te verzamelen om haar achterna te reizen. Speciale gasten: Mitchel Musso als Oliver Oken, Cody Linley als Jake Ryan |                                                    |                                            |                                       |                           |                   |  |
| 6 (91) | Been Here All Along                                | Adam Weissman                              | Douglas Lieblein                      | 1 februari 2011           | 22 augustus 2010  |  |
| Sinds het gedaan is met Jake lijkt Miley haar ware liefde gevonden te hebben. Ze heeft een date met Jesse, wie ze eerder al ontmoet had. Op dat moment belooft ze aan haar vader om die middag thuis te blijven voor een 'vader-dochter middag'. Ze staat voor een dilemma. Ze kiest voor Jesse, maar al snel komt ze tot de beslissing dat ze haar vader niet kan missen. 's Avonds geeft Hannah een optreden voor alle gezinnen waarvoor de vader er niet is door legerdienst. Gastrollen: Drew Roy als Jesse, Christine Taylor als Lori |                                                    |                                            |                                       |                           |                   |  |
| 7 (92) | Love that Lets Go                                  | Adam Weissman                              | Heather Wordham                       | 15 februari 2011          | 12 september 2010 |  |
| Miley onvertuig Lily om op Blue Jeans te rijden. Maar Lily is al de dood voor paardrijden. Ze stemt toe maar als tegenprestatie moet Miley touwklimmen, iets wat Miley afschuwelijk vindt. Miley speelt daarentegen vals terwijl Lily wel gaat paardrijden met Blue Jeans. Miley kan het niet verzwijgen en verraad zichzelf. Uiteindelijk moet ze toch gaan touwklimmen. Ondertussen moet Jackson van Sienna een boek lezen. Maar dat loop niet van een leien dakje. Jackson is als de dood voor lezen. Gastrollen: Tammin Surok als Sienna |                                                    |                                            |                                       |                           |                   |  |
| 8 (93) | Hannah's Gonna Get This                            | Bob Koherr                                 | Steven James Meyer                    | 8 februari 2011           | 3 oktober 2010    |  |
| Miley heeft een full album opgenomen. Er is wel nog één nummer te weinig. Miley tracht nog één nummer te schrijven, maar heeft geen inspiratie meer. Tot ze een deuntje hoort in een winkel. Echter slaat het nummer niet aan, het is niet Hannah genoeg. Ook de kids reageren niet positief op de nieuwe plaat. Uiteindelijk neemt ze het nummer op met Iyaz. Speciale gast: Iyaz |                                                    |                                            |                                       |                           |                   |  |
| 9 (94) | I'll Always Remember You                           | Bob Koherr (deel 1) Shannon Flynn (deel 2) | Andrew Green & Maria Brown-Gallenberg | 27 februari 2011          | 7 november 2010   |  |
| Miley en Lily zijn afgestudeerd. Miley wil als Jesse vertellen dat ze Hannah Montana is, maar ze weet niet hoe. Wanneer Jesse langskomt, blijkt hij dit al te weten. Wanneer Hannah en Jesse samen gespot worden tijdens een optreden bij Jay Leno, is het al snel duidelijk dat ze een koppel zijn. Maar als ze nogmaals gespot worden, ditmaal als Miley, denkt de hele wereld dat Jesse Hannah bedriegt. Wanneer Lily en Miley een brief krijgen van de universiteit blijkt dat Lily geaccepteerd is maar Miley niet. Zij heeft nog niet genoeg kwaliteiten om zichzelf te bewijzen. Ze beseft dat haar dubbel leven steeds moeilijker wordt. Ze doet er alles aan om toch geaccepteerd te worden, maar ze raakt enkel nog op de wachtlijst. Ook Jesse maakt het uit met Miley omdat hij denkt dat hij geen relatie kan hebben met Miley zolang ze ook Hannah is. Deel 2 Uiteindelijk komt alles weer goed tussen Jesse en Miley, en Jesse en Lily willen haar nu volledig steunen met haar carrière, maar ze raakt in de knoop met haarzelf. Ze weet goed genoeg dat Jesse en Lily al andere plannen hebben en mits wat tegenzin haar blijven volgen. Ze beseft dat ze Hannah Montana moet opgeven, maar dat wil Miley niet. Ze moet een beslissing nemen, ook Robby kan haar niet helpen met die beslissing. De dag erna is ze weer te gast bij Jay Leno en neemt ze op het podium haar pruik af en vertelt de wereld dat ze Miley is. Lily is er het hard van in, want ook ze maakt bekend dat ze Lola is. Ze neemt 'emotioneel' afscheid van haar fans. Gastrollen: Drew Roy als Jesse, Tammin Sursok als Sienna Speciale gasten: Jay Leno, Phil McGraw                                     |                                                    |                                            |                                       |                           |                   |  |
| 10 (95) | Can you see the real me?                           | John D'Incecco                             | Douglas Lieblein                      | 5 mei 2011                | 5 december 2010   |  |
| Miley is te gast bij Robin Roberts en vertelt ze over haar dubbelleven. Ze blikt terug op de mooiste momenten. Speciale gast: Robin Roberts |                                                    |                                            |                                       |                           |                   |  |
| 11 (96) | Kiss it all goodbye                                | Shannon Flynn                              | Jay J. Demopoulos & Edward C.Evans    | 12 mei 2011               | 19 december 2010  |  |
| Nadat Miley haar geheim heeft prijsgegeven wordt ze overal gevolgd door paparazzi. Tante Dolly komt haar uit de penarie helpen en leert haar hoe ze ermee moet omgaan. Ze stelt voor dat Miley komt optreden in haar show maar Miley durft niet. Ze veweerdt dat zij dit niet hoeft te doen aangezien haar vader ook niet meer durft optreden. Wanneer ze ziet dat haar vader initiatief neemt en toch optreedt, bedenkt Miley zich. En Rico is volledig van zijn melk. Hij wist helemaal niet van het Hannah Montana geheim. Speciale gast: Dolly Parton als Tante Dolly |                                                    |                                            |                                       |                           |                   |  |
| 12 (97) | I Am Mamaw, Hear Me Roar!                          | Bob Koherr                                 | Heather Wordham                       | 19 mei 2011               | 9 januari 2011    |  |
| Miley en Lily zijn eindelijk afgestudeerd. Ook Oma Ruthie is aanwezig of deze heugelijke dag. Op dat moment maakt ze te weinig tijd voor het oma voor een interview met Kelly Ripa. Ondertussen probeert Jackson Sienna te overtuigen dat het niet uitmaakt of ze nu kort of lang haar heeft. Speciale gast: Vicki Lawrence als Mamaw Ruthie en Kelly Ripa als zichzelf. |                                                    |                                            |                                       |                           |                   |  |
| 13 (98) | Wherever I Go                                      | Bob Koherr                                 | Michael Poryes & Steven Peterman      | 26 mei 2011 & 2 juni 2011 | 16 januari 2011   |  |
| Lily is erg blij dat ze eindelijk met Miley naar de universiteit kan gaan. Ook Miley is er gelukkig. Tot ze een aanbod krijgt om in Parijs een film op de nemen. Dan staat ze voor een dilemma. Ondertussen vindt Jackson geen werk. Hij is naast Rico en Sienna de enige die niet rijk is en moet werken voor zijn geld. Hij gaat terug bij Rico werken. Miley is van plan om toe te stemmen voor de film. Ondertussen wil ze het Lily knap lastig maken zodat Lily niet meer met haar naar de universiteit wil. Maar uiteindelijk moet ze dit toch toegeven. Lily is razend. Er lijkt een definitieve breuk te komen tussen Lily en Miley. Jackson en Miley kunnen troost bij elkaar vinden. Toch kan Miley Lily overtuigen om samen met Robby naar Parijs te gaan. Ondertussen vindt Jackson werk als Gameconsulent door de hulp van Rico. Zo lijken Rico en Jackson toch goede vrienden te zijn. Lily kijkt ernaar uit om naar Parijs te gaan en laat haar universiteitsdroom varen. Eens ze op de luchthaven zijn worden ze uitgezwaaid door Jesse en Oliver. Oliver vraagt zich af of Parijs echt wel Lily's droom is. Op het laatste moment beslist Lily om toch haar droom te volgen en naar de universiteit te gaan. Er komt een hartverscheurende breuk tussen de twee vriendinnen. Eens in Parijs bereidt Miley zich voor op haar filmrol. Lily en Miley missen elkaar erg hard. De beslissing lijkt definitief tot Miley weer voor Lily's deur staat. De twee vriendinnen gaat toch samen naar de universiteit. Special van 1 uur Speciale gasten: Mitchel Musso als Oliver Oken, Anna Maria Perez de Tagle als Ashley Dewitt en Shanica Knowles als Amber Addison, Drew Roy als Jesse |                                                    |                                            |                                       |                           |                   |  |